# Love In Disguise
Der Musikfilm Love In Disguise (Originaltitel: chinesisch 戀愛通告 / 恋爱通告, Pinyin Liàn'ài tōnggào – „Liebesmitteilung“) ist eine in Shanghai, China gedrehte und von einer taiwanischen Produktionsfirma produzierte Komödie aus dem Jahre 2010 mit Leehom Wang und Liu Yifei in den Hauptrollen. Der Film feierte am 2. August 2010 seine Welt-Premiere in China und lief ab dem 12. August in den chinesischen, bzw. ab dem 13. August in den taiwanesischen Kinos. Love In Disguise wurde der umsatzstärkste Film eines Debüt-Regisseurs in der chinesischen Geschichte mit einem Gesamteinspielergebnis von über 60 Millionen RMB (über 6 Millionen Euro).

## Handlung
Du Ming-Han (Leehom Wang) ist seit jungen Jahren unglaublich berühmt und kennt daher nur das Leben als Pop-Star. Trotz all des Glamours fehlt ihm jedoch noch ein wichtiger Bestandteil in seinem Leben – wahre Liebe. Als Du Ming-Han der Musikstudentin Song Xiao-Qing (Liu Yifei) begegnet, schmiedet er daraufhin mit der Hilfe seines Bandmitgliedes und besten Freundes Wei Zhi-Bai (Han-Dian Chen) den Plan, sich als armer Bauernjunge namens Ah-De verkleidet ebenfalls an der Musikhochschule einzuschreiben, um mit der jungen Xiao-Qing eine Freundschaft aufbauen zu können. Seine wahre Identität droht mehrere Male aufzufliegen, da er immer wieder zwischen Du Ming-Han und Ah-De hin und her wechseln muss. Letztendlich erfährt Song Xiao-Qing über Hörensagen, wer er ist, und ist schwer enttäuscht.
Als die Musikhochschule droht geschlossen zu werden, hilft Du mit seinem prominenten Namen dies zu verhindern. Bei der entscheidenden Schulveranstaltung entschuldigt sich Du Ming-Han in Form eines Liedes bei Song Xiao-Qing und beteuert ihr seine wahre Liebe.

## Soundtrack
Filmscore von Nathan Wang, 
Songs gesungen und geschrieben von Leehom Wang, erschienen auf Wangs Solo-Album "The 18 Martial Arts"(2010):
- Du u love me
- Beauty
- End of the Earth
- The One and Only [Song vom Solo-Album "The One and Only"(2001)]
- The 18 Martial Arts
- All the things you never knew (Hauptmotiv)
- Boya Cuts the Strings

## Auszeichnungen
- 2011: Harbin Film Festival "Kommerziellster Debüt-Regisseur" (New Director with Most Commercial Value)[1]
- 2011: 15th Global Chinese Music Awards "Bester Debüt-Regisseur" (Best Newcomer Director)[2]